# Litchfield, Nebraska
Litchfield är en ort i Sherman County i delstaten Nebraska, USA.